# Zuni Pueblo

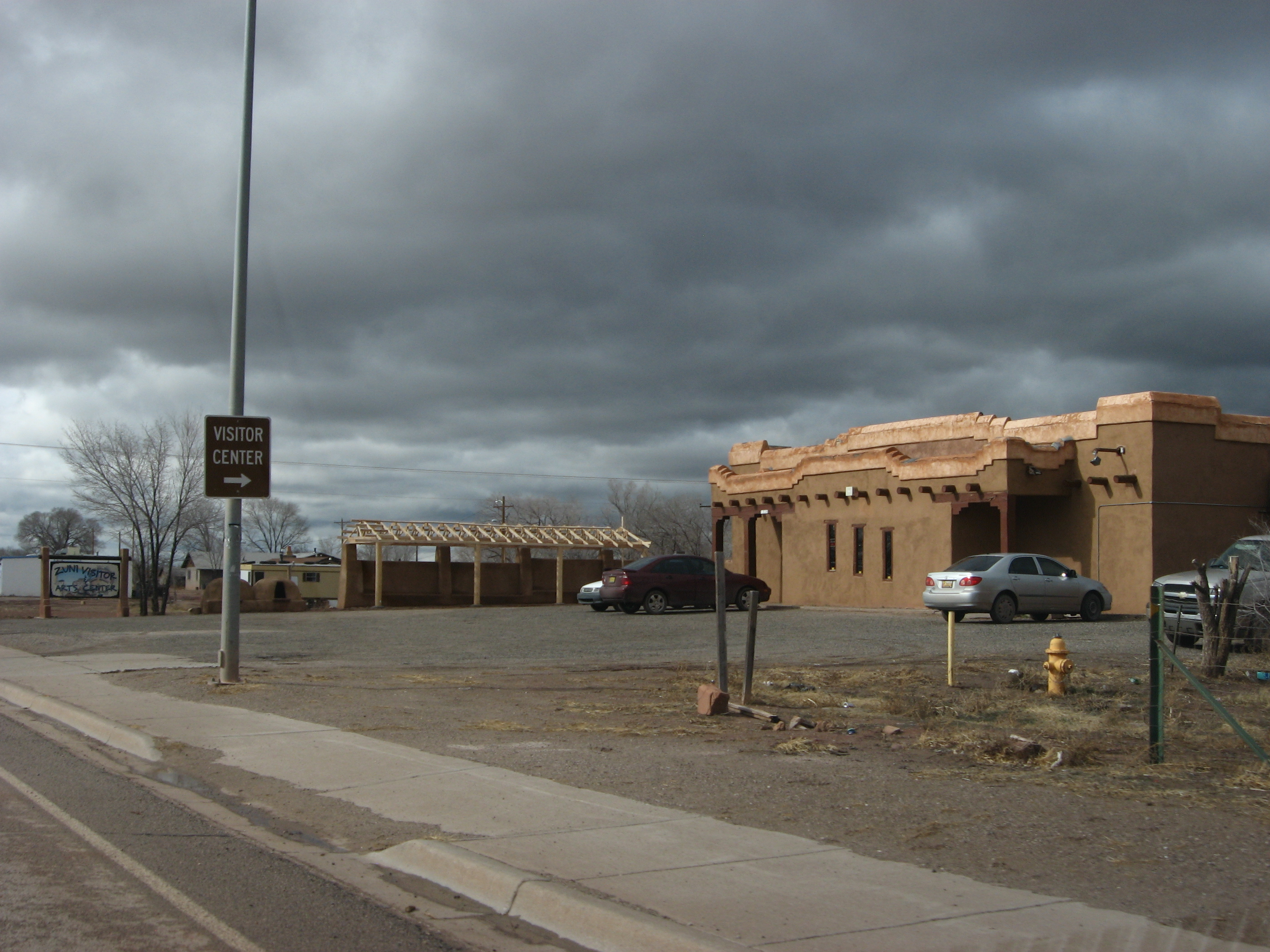
Centro visitatori di Zuni Pueblo

Zuni Pueblo (in lingua zuni: Shiwinna) è un census-designated place degli Stati Uniti d'America, nella Contea di McKinley nello stato del Nuovo Messico. Secondo i dati dello United States Census Bureau riferito all'anno 2000, ha una popolazione di 6.367 abitanti su un'area totale di circa 23 km².

## Geografia fisica
Zuni Pueblo è situato lungo lo Zuni River, un affluente del Little Colorado, a circa 240 km a ovest di Albuquerque, presso in confine del Nuovo Messico con l'Arizona.
Intorno a Zuni Pueblo si estende per 1.873 km² la riserva indiana degli Zuñi, chiamata Zuni Reservation and Off-Reservation Trust Land, che ha una popolazione di 7.758 abitanti.